# United Breweries Limited
A United Breweries Group, com sede em Bangalore, é a segunda maior cervejaria do mundo e a maior da Índia. A maior parte dos seus produtos é comercializada sob a marca Kingfisher, que também foi utilizada para batizar a empresa aérea do grupo, Kingfisher Airlines.